# Adenostomocoris pintoi
Adenostomocoris pintoi är en insektsart som beskrevs av Schuh och Schwartz 2004. Adenostomocoris pintoi ingår i släktet Adenostomocoris och familjen ängsskinnbaggar. Inga underarter finns listade i Catalogue of Life.